# Metilia
Genre
Les Metilia sont un genre d'insectes de l'ordre des Mantodea, de la famille des Acanthopidae, de la sous-famille des Acanthopinae et de la tribu des Acanthopini.

## Dénomination
- Ce genre a été décrit par l'entomologiste suédois Carl Stål en 1838[1] sous le nom de Metilia.
- L'espèce type est Metilia integra (Stal, 1877) (= Metilia brunnerii (Saussure, 1871)).

### Synonymie
- Acanthogaster (Werner, 1927)

## Taxinomie
Liste des espèces
Selon BioLib (24 juillet 2025) :
- Metilia amazonica Beier, 1930
- Metilia boliviana Werner, 1927
- Metilia brunnerii (Saussure, 1871) espèce type.
- Metilia coloradensis (González et al., 2011)
- Metilia septemspinosa (Ippolito, 2007)